# 오트볼타 공화국
오트볼타 공화국(프랑스어: République de Haute-Volta), 공통표준용어 오트볼타(Haute-Volta, 문화어: 상부볼따)는 프랑스 공동체 내에서 자치 국가로 1958년 12월 11일에 설립된 내륙 서아프리카 국가였다. 자치령이 되기 전에는 프랑스령 오트볼타로서 프랑스 연합의 일부였다. 1960년 8월 5일 프랑스로부터 완전한 독립을 얻었다. 1984년 8월 4일에 부르키나파소로 이름을 변경했다.

## 역사
중세 시대까지 모시 제국이 번성하였으나, 19세기 말, 프랑스에 점령되어 프랑스령 서아프리카의 일부가 되었다. 1919년 니제르와 분리되어 프랑스령 서아프리카의 독립된 통치단위인 오트볼타가 되었다. 1932년 프랑스령 서아프리카 식민지 개편으로 오트볼타는 오트세네갈 니제르와 코트디부아르에 분할, 귀속되었다. 1947년 주변에 이관되었던 오트볼타가 다시 독립된 식민지 통치단위로 부활되었다. 차츰 독립으로 이행, 오트볼타는 1958년 프랑스 공동체의 자치공화국이 되었고, 1960년 8월 5일 정식으로 독립하여 독립국인 오트볼타 공화국이 되었고, 세계 여러 나라의 승인을 받았다. 1983년 토마스 상카라 주도하에 쿠데타가 일어나 상카라가 정권을 잡았고, 상카라는 1984년 프랑스어 국명 대신 전통 언어에서 유래한 부르키나파소로 국명을 변경했다.

## 기원
오트볼타는 프랑스어로 볼타강의 상류라는 뜻이다. 볼타강의 상류는 흑볼타(la Volta Noire), 백볼타(la Volta Blanche), 적볼타(la Volta Rouge)의 세 부분으로 나뉘며, 이 세 가지 색상에서 오트볼타의 국기 색깔이 유래되었다. 오트볼타의 국기는 독일 제국의 국기와 비율만 다를 뿐 거의 동일하다. 부르키나파소로 국명을 변경하면서 국기도 변경하였다.

## 같이 보기
- 부르키나파소의 역사
- 부르키나파소의 대통령